# Larutia penangensis
Larutia penangensis là một loài thằn lằn trong họ Scincidae. Loài này được Grismer, Huat, Siler, Chan, Wood, Grismer, Sah & Ahmad, mô tả khoa học đầu tiên năm 2011.